# Motorový vůz Dm12
Motorové vozy řady Dm12 (v Česku označeny řadou 849) jsou čtyřnápravové železniční motorové vozy, které v letech 2004–2006 vyrobila firma ČKD VAGONKA (nyní Škoda Vagonka) pro finské dráhy VR-Yhtymä. Jedná se o zatím poslední motorové vozy z produkce studénecké vagónky, respektive jejích nástupnických společností.

## Konstrukce
Motorový vůz řady Dm12 konstrukčně vychází z motorových vozů řady 842, které v letech 1993 a 1994 vyráběla tehdejší Moravskoslezská vagónka pro České dráhy. Lehká vozová skříň je samonosná a její kostra je vyrobena z válcovaných a ohýbaných profilů. Neprůchodná čela vozidla jsou vyrobena z laminátu. Karoserie je usazena na dvou dvounápravových podvozcích, hnací je vždy jedna náprava podvozku. Pohonné ústrojí, jenž tvoří motor MAN a hydrodynamická převodovka Voith, je zavěšeno na spodku vozu. Interiér rovněž vychází z řady 842. Tvoří jej dvě čelní (neprůchodná) stanoviště strojvedoucího, zavazadlový prostor (lze jej využít pro přepravu cestujících na invalidním vozíku) s několika sedačkami, přední nástupní prostor s kabinou WC, první velkoprostorový oddíl pro cestující, druhý nástupní prostor a zadní oddíl pro cestující. Kvůli přírodním podmínkám, které trvají ve Finsku, je interiér zcela izolovaný (je využita centrální větrací jednotka a teplovodní vytápění, kabiny strojvedoucího jsou klimatizovány) a je rovněž prachotěsný (s ohledem na prachový sníh).

## Vývoj, výroba a provoz
Tehdejší ČKD VAGONKA vyhrála v roce 2001 výběrové řízení na dodávku 16 motorových vozů pro firmu VR-Yhtymä. Prototyp byl vyroben ve druhé polovině roku 2003, dokončen byl v lednu 2004. Poté následovaly různé zkoušky a zkušební jízdy, při nichž jej Drážní úřad administrativně označil řadou 849 (prototyp konkrétně jako vůz 849.001). V červnu 2004 byl vystaven na veletrhu Czech Raildays v Ostravě. Následovaly další zkoušky a počátek sériové výroby zbylých 15 objednaných vozů, z nichž poslední byl dokončen v roce 2006. Prototyp byl na konci roku 2004 odeslán do Finska (zde řada Dm12), kde byl po řadě dalších zkoušek v květnu 2005 zařazen do provozu pod číslem 4401.

## Nehody
Dne 26. října 2017 došlo na železničním přejezdu poblíž města Raseborg ke srážce vlaku s vojenským autem Sisu A2045. Při srážce zahynuli 4 lidé, tři z nich byli příslušníci finské armády ve vojenském automobilu a jeden cestující ve vlaku. Zraněno bylo dalších 11 lidí. Osobní vlak jel na lince z Karisu do Hanka.